# Amnirana occidentalis
Espèce
Synonymes
- Hylarana lepus occidentalis Perret, 1960
- Hylarana occidentalis Perret, 1960

Statut de conservation UICN

 LC  : Préoccupation mineure
Amnirana occidentalis est une espèce d'amphibiens de la famille des Ranidae.

## Répartition
Cette espèce se rencontre :
- dans le sud de la Côte d'Ivoire ;
- dans le Sud-Ouest du Ghana ;
- dans le sud de la Guinée ;
- dans le Nord du Liberia.

## Publication originale
- Perret, 1960 : Études herpétologiques africaines II. Bulletin de la Société Neuchâteloise des Sciences Naturelles, vol. 83, p. 93-100 (texte intégral).